# ケネス・デュバースタイン

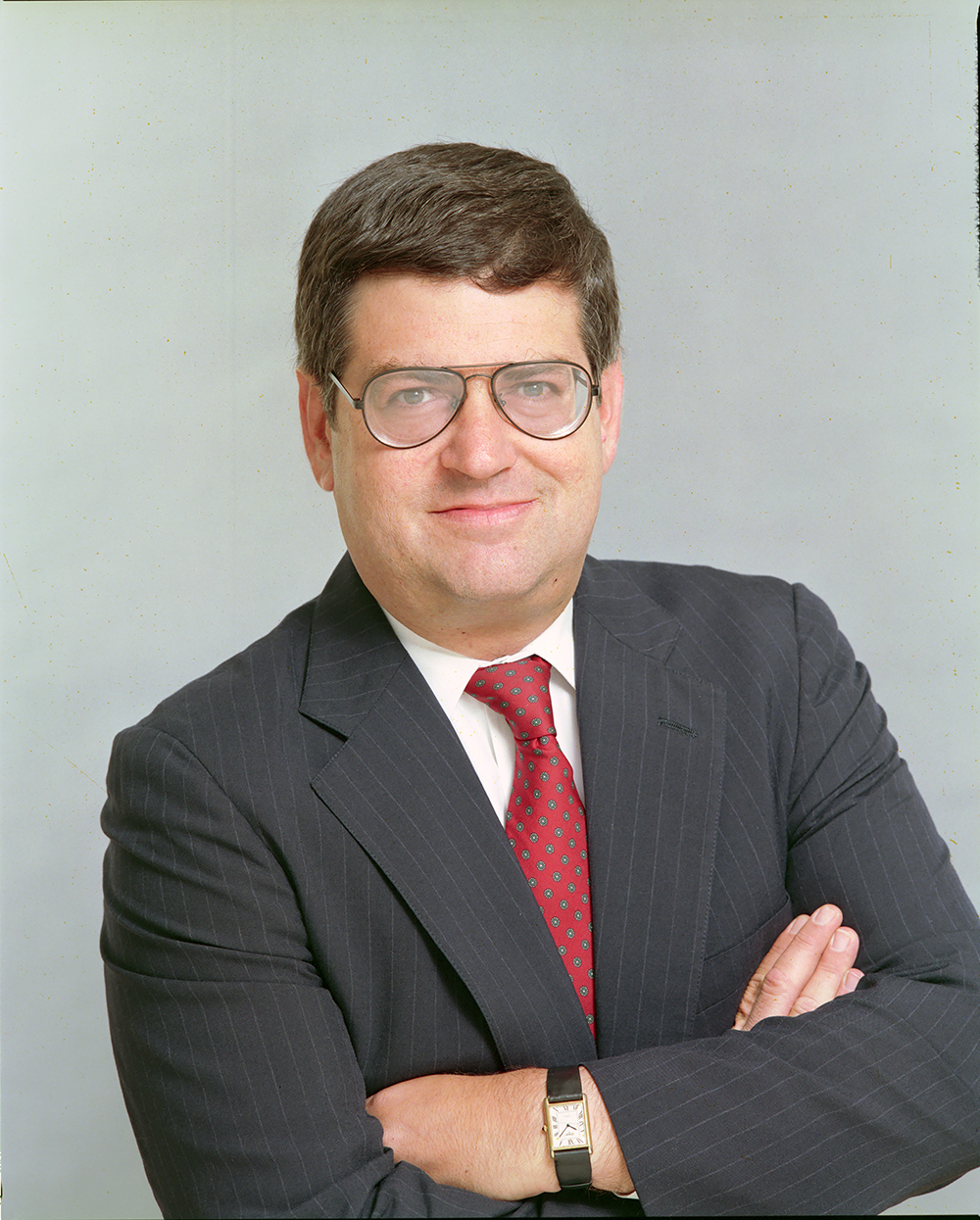
ホワイトハウスでの公式写真

ケネス・デュバースタイン（Kenneth M Duberstein 1944年4月21日- 2022年3月2日）は、アメリカ合衆国の実業家。元アメリカ合衆国大統領首席補佐官。

## 経歴
1944年、ニューヨークに生まれる。大学卒業後、上院議員の助手となり政治の道に足を踏み入れ、ジェラルド・R・フォード政権の下でアメリカ合衆国労働省副次官を務めた後、アメリカ合衆国一般調達局の議会内および政府内問題担当官などを務めた。退官後は、ロビー活動を行う企業に勤めていたが、ロナルド・レーガン政権のスタッフに入り大統領首席補佐官、大統領法律顧問を歴任した。再び退官した後は、デュバースタイン・グループを設立。政・財・官に通じる豊富な人脈を生かして大手企業のコンサルティング、政治家に向けのロビー活動を行うほか、多くの大学や研究所の評議員を務めている。
レーガン政権時代の活動から共和党よりとみられ、現に2008年アメリカ合衆国大統領選挙ではジョン・マケイン陣営の選挙対策顧問を務めていたが、選挙運動期間中に陣営を離脱してバラク・オバマ陣営に組するなど、政党色にとらわれない柔軟な活動を見せたことがある。2016年アメリカ合衆国大統領選挙ではドナルド・トランプ陣営に加わり、大統領誕生後はジャレッド・クシュナー大統領上級顧問にアドバイスを送るなど存在感を増しており、「ワシントンの主」の異名を得ていた。
2022年3月2日、ワシントンのシブリー記念病院で死去。